# Pilón (fuente)

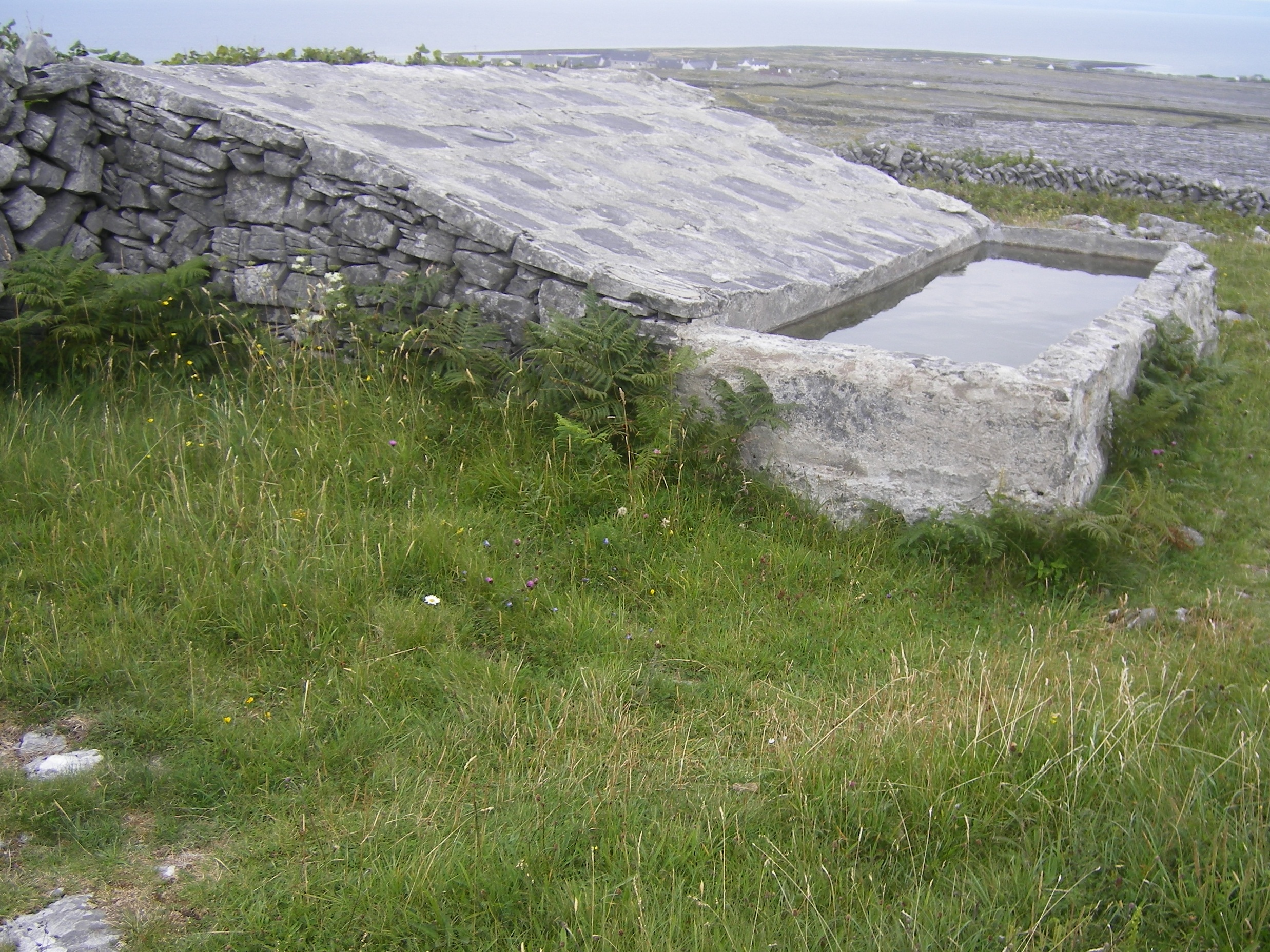
Un pilón en Irlanda.

Un pilón o pila de agua, como receptáculo equivalente a artesa, es un recipiente grande, de piedra, fábrica u otro material, donde cae, se echa o almacena agua para diversos usos. Puede asociarse también a bebederos o abrevaderos y por lo general denomina al pequeño depósito creado al pie del caño de un manantial.
En su aplicación doméstica, pilón y pila se emplean indistinta y coloquialmente en gran parte de España sustituyendo a vocablos más técnicos o específicos como fregadero, batea o dornajo. En los hogares se asocia con la pila de lavar.
Documentadas arqueológicamente desde la antigüedad, las pilas solían agruparse en lavaderos al aire libre o techados, junto a manantiales, pozos, cursos de agua o albercas. También han sido comunes en los patios de las casas o en aquellos lugares donde hubiera un grifo o tomas de agua.

## Tipología
De muy variada tipología, estructura y uso, el término pila llega a presentar una extensa galería de entre la que pueden elegirse, algunos modelos representativos:

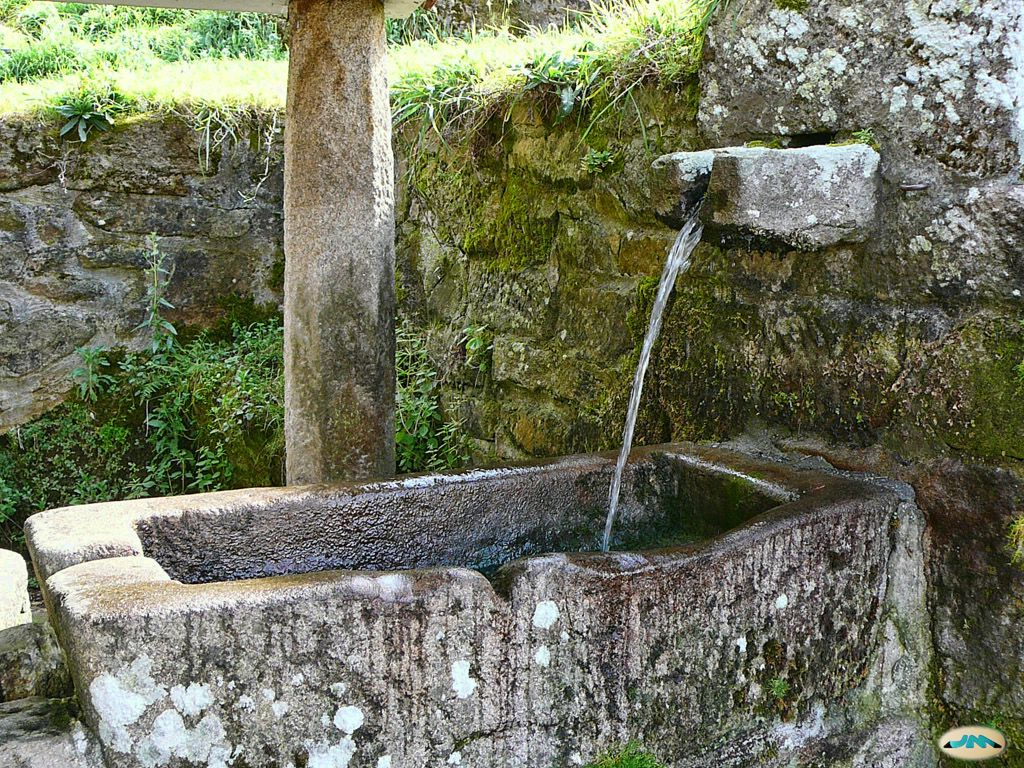
Pileta medieval de la fuente de Tomeza (Pontevedra).
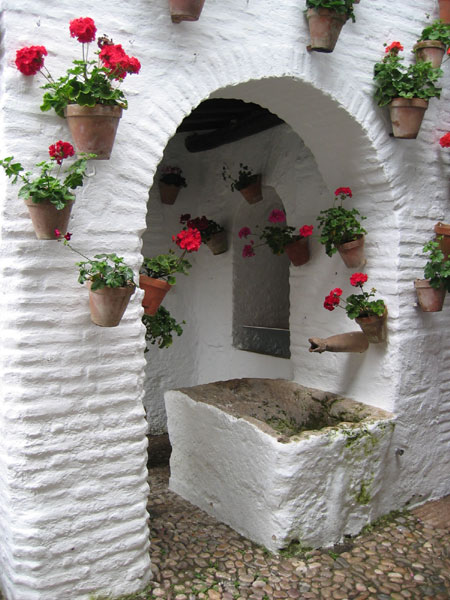
Pila del  lavadero de la Posada del Potro, en Córdoba.
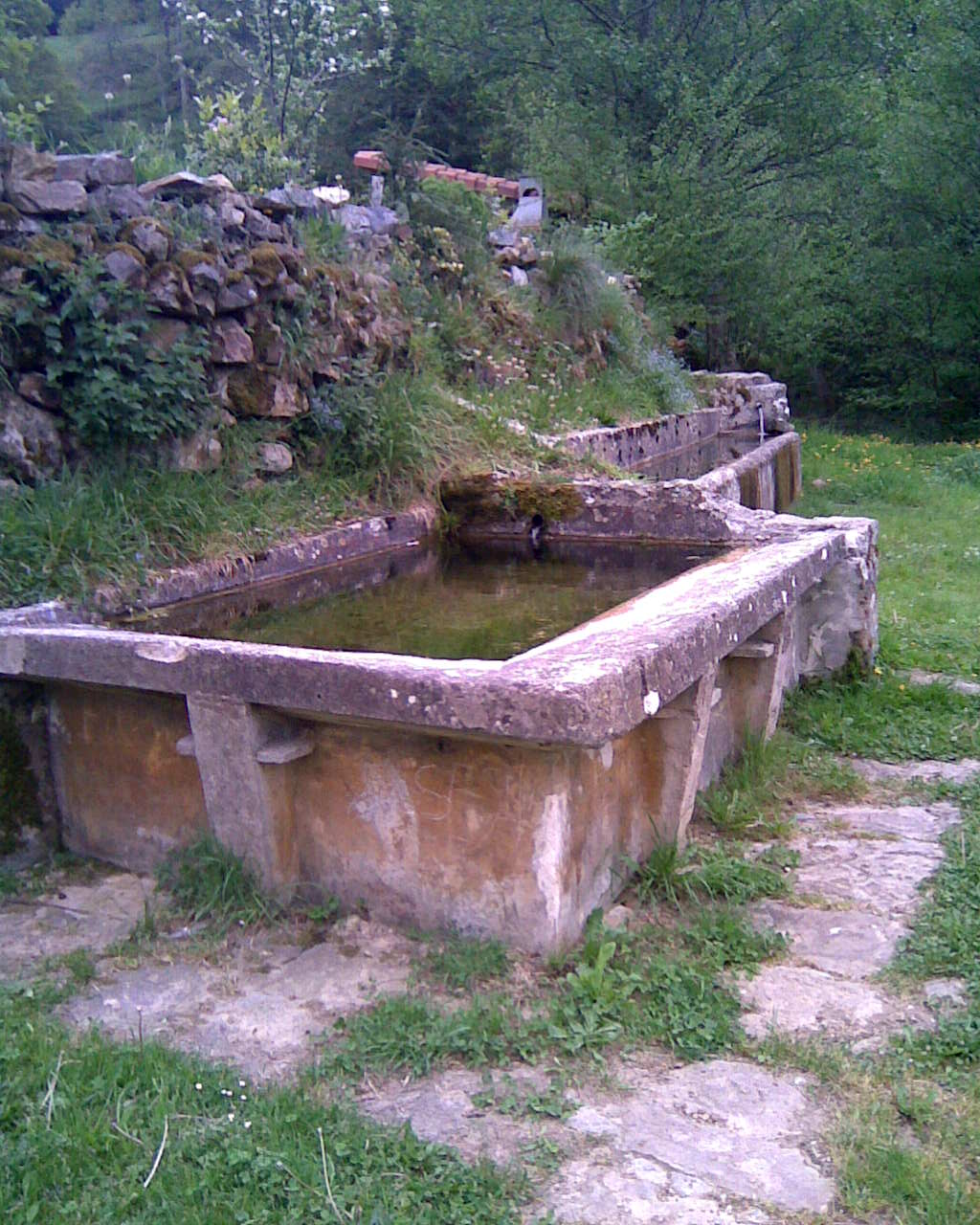
La Joya: pilón, lavadero público y abrevadero para ganado en Carrascal de San Miguel (Luena, Cantabria).
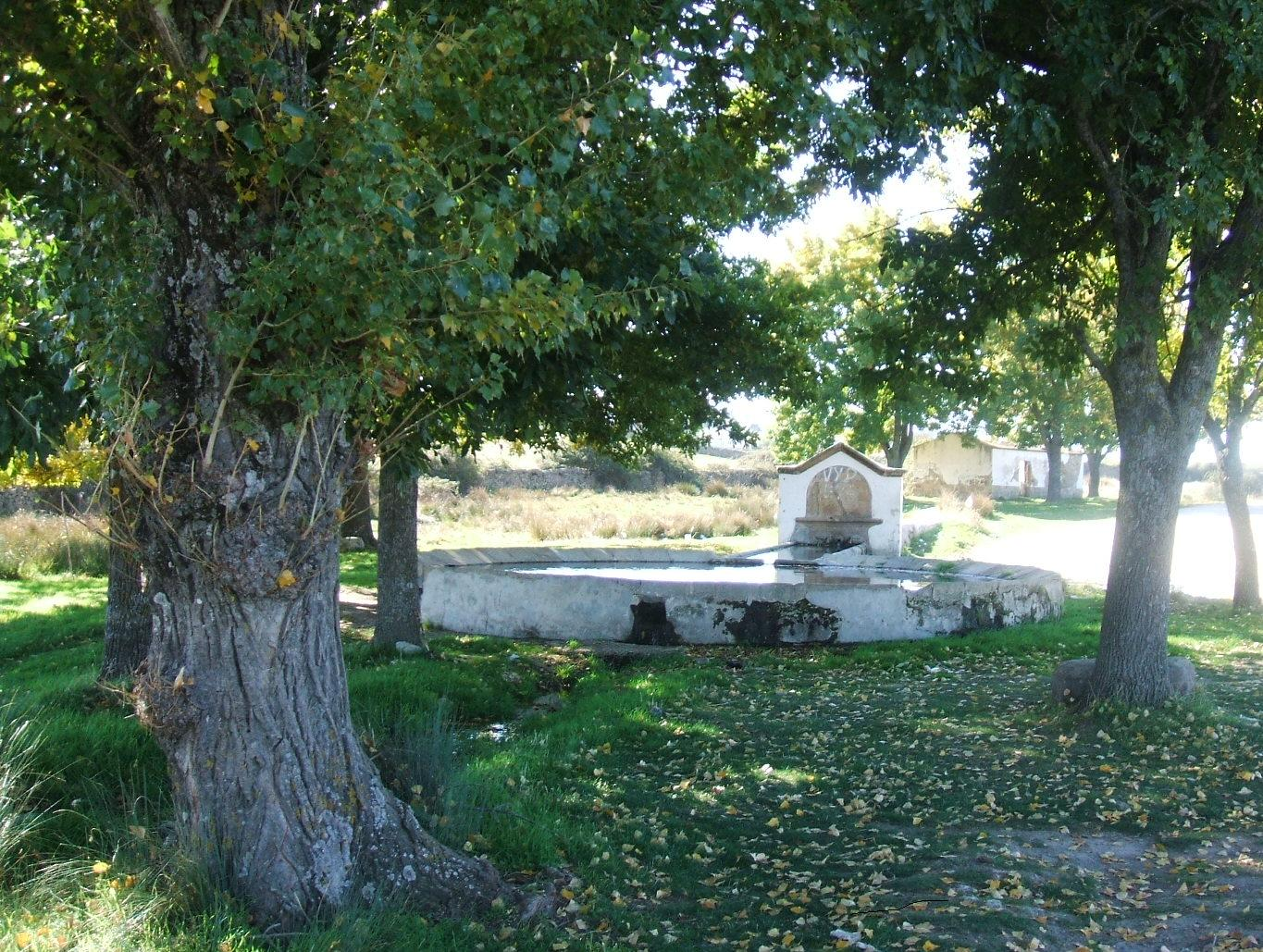
Pilón de la Nacivera, en Navas del Madroño (Cáceres), en la cañada real extremeña, histórico abrevadero mesteño.
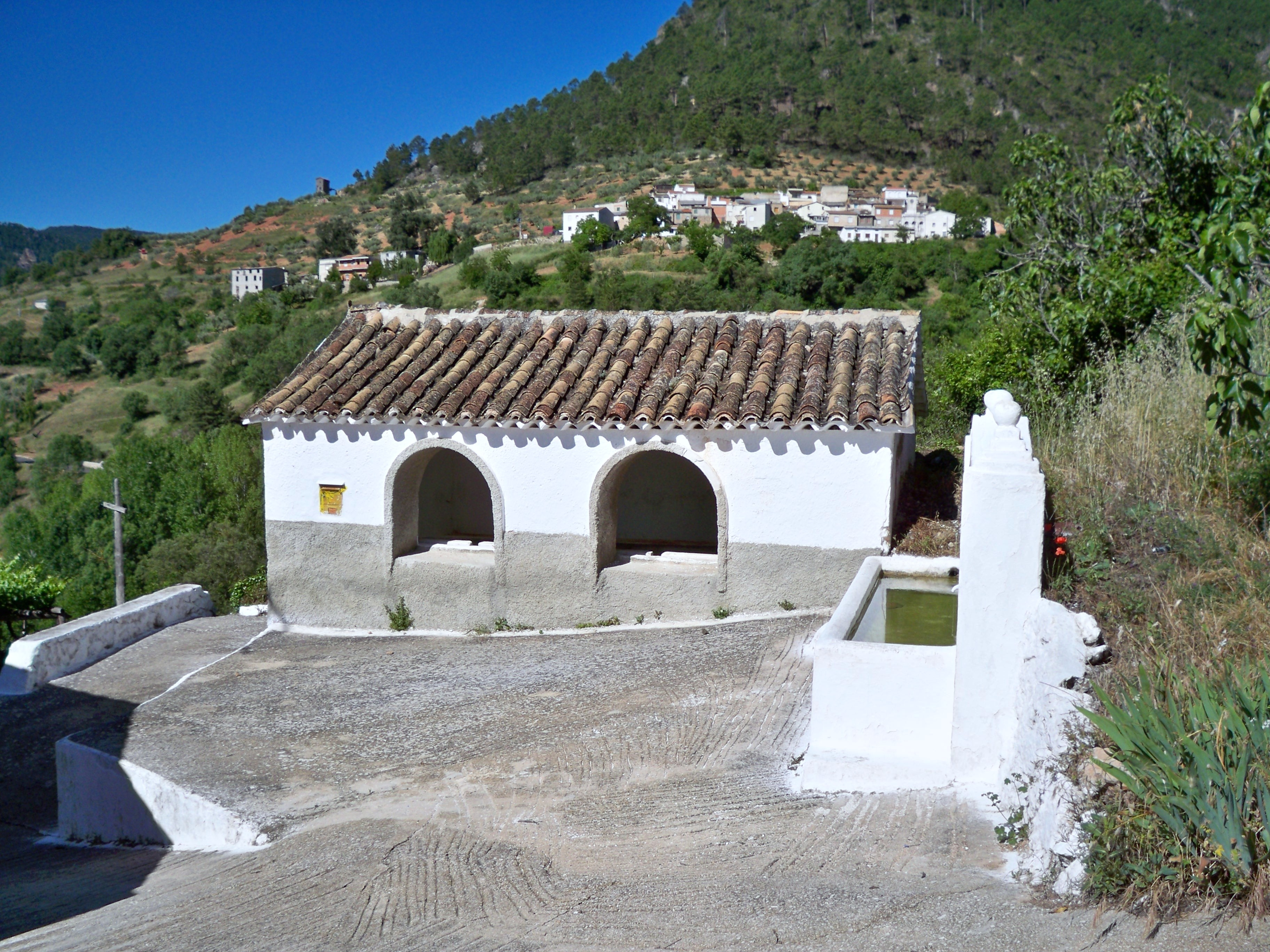
Pila de la fuente del lavadero de La Alfera, en Molinicos (Albacete).
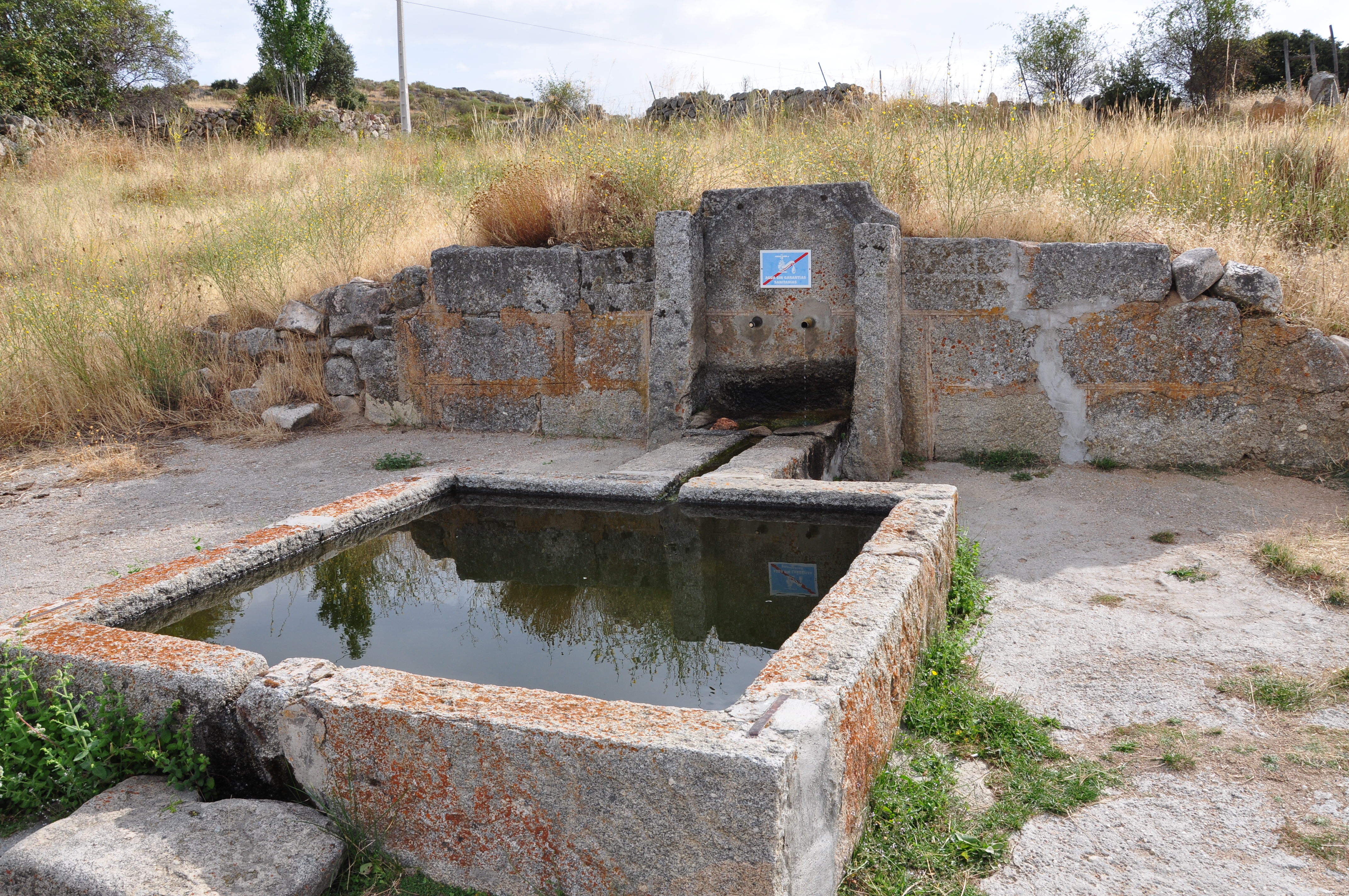
Pilón en Oco (Ávila)
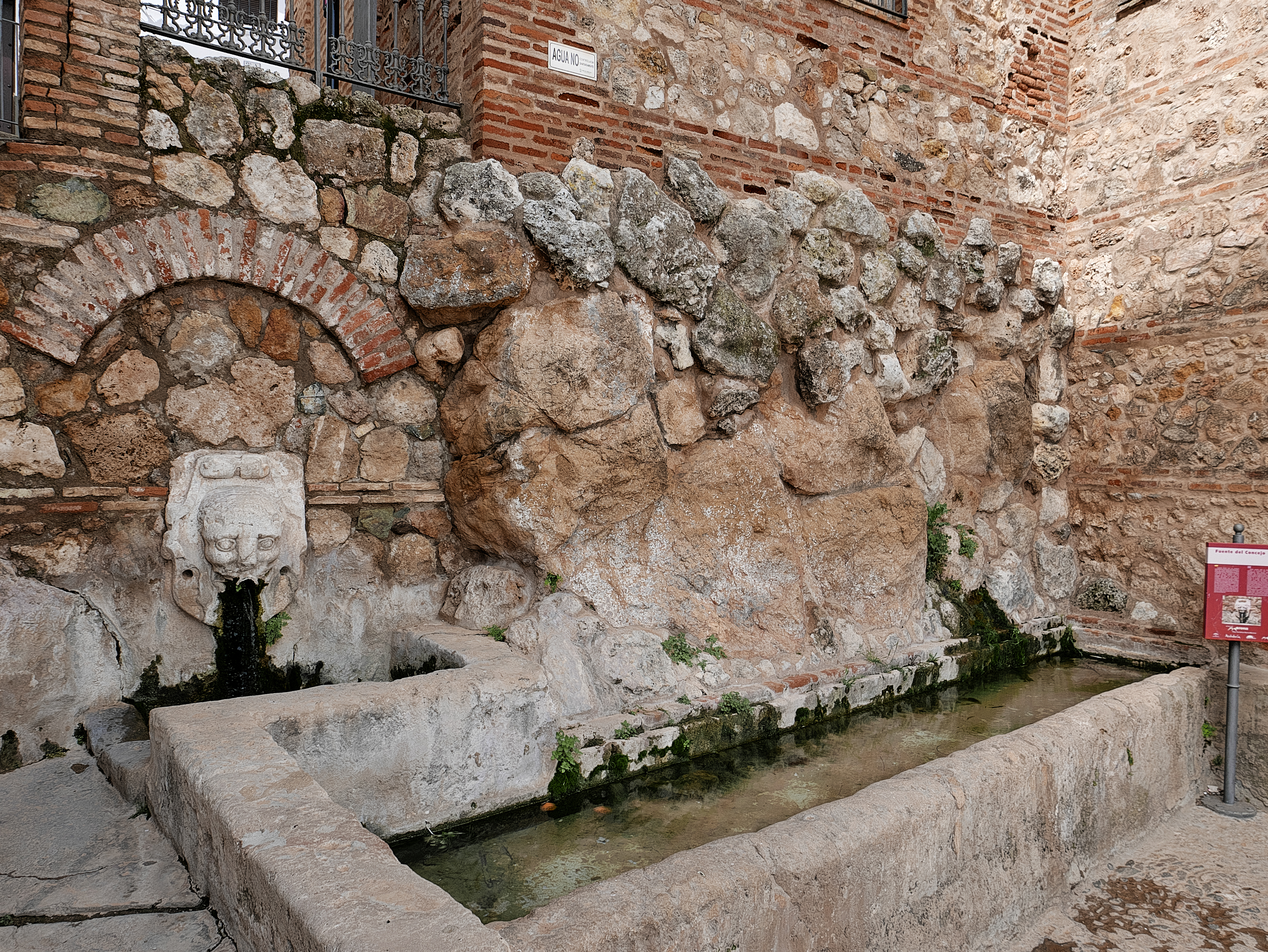
Fuente del Concejo, Zufre